# Guillermo Sierra
Guillermo José Sierra (Riohacha, La Guajira, Colombia; 1 de febrero de 1990) es un futbolista colombiano. Juega de defensa.

## Clubes
| Club                               | País      | Año         | Partidos | Goles |
| ---------------------------------- | --------- | ----------- | -------- | ----- |
| Deportes Tolima                    | Colombia  | 2008 - 2010 | ?        | ?     |
| Grecia                             | Ecuador   | 2011        | 1        | 1     |
| Deportivo Pasto                    | Colombia  | 2011        | 6        | 0     |
| Deportivo Cali                     | Colombia  | 2012        | 0        | 0     |
| Cortuluá                           | Colombia  | 2012 - 2013 | 28       | 0     |
| Unión Magdalena                    | Colombia  | 2014 - 2016 | 37       | 1     |
| Parrillas One (cedido por Olimpia) | Honduras  | 2017        | ?        | ?     |
| Chorrillo                          | Panamá    | 2017        | 17       | 1     |
| Real Estelí                        | Nicaragua | 2018        | 15       | 2     |
| Universitario                      | Panamá    | 2018        | 10       | 1     |
| Real Cartagena                     | Colombia  | 2019        | 6        | 0     |
| Total                              | Total     | Total       | 120      | 6     |

## Palmarés

### Torneos nacionales
| Título       | Equipo          | País     | Año  |
| ------------ | --------------- | -------- | ---- |
| Primera B    | Deportivo Pasto | Colombia | 2011 |
| LPF Apertura | Chorrillo F.C.  | Panamá   | 2017 |